# Carl Gegenbaur

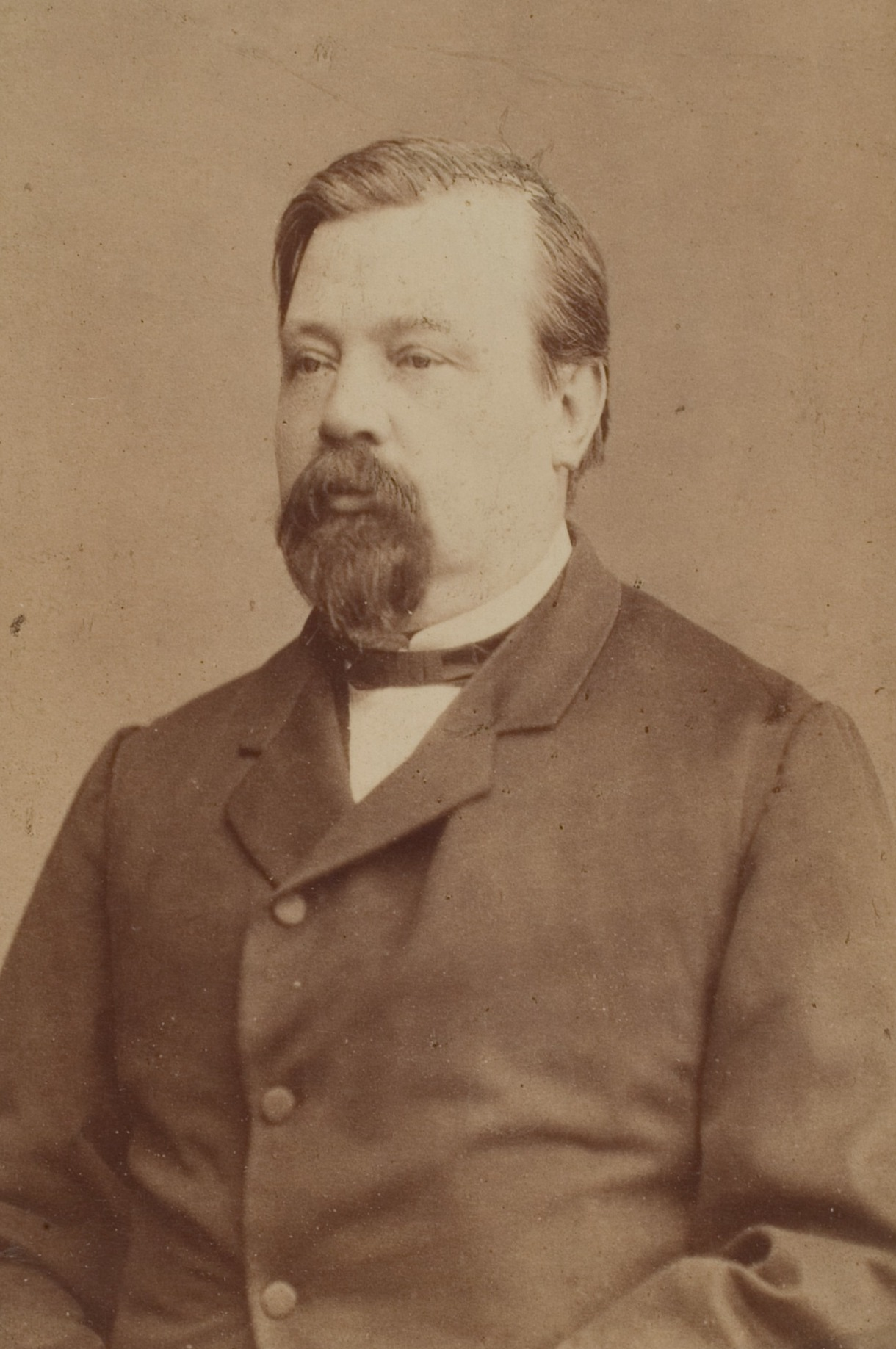
Carl Gegenbaur, vor 1887

Carl Gegenbaur (* 21. August 1826 in Würzburg; † 14. Juni 1903 in Heidelberg) war ein deutscher Mediziner, Anatom, Zoologe, vergleichender Morphologe und Physiologe. Er war unter anderem Professor der Anatomie in Heidelberg, einer der bedeutendsten Wirbeltiermorphologen des 19. Jahrhunderts sowie einer der Väter der Evolutionsmorphologie, eines modernen Begriffs von Walter J. Bock und Dwight Davis (1908–1965). Sein offizielles zoologisches Autorenkürzel lautet „Gegenbaur“.

## Leben

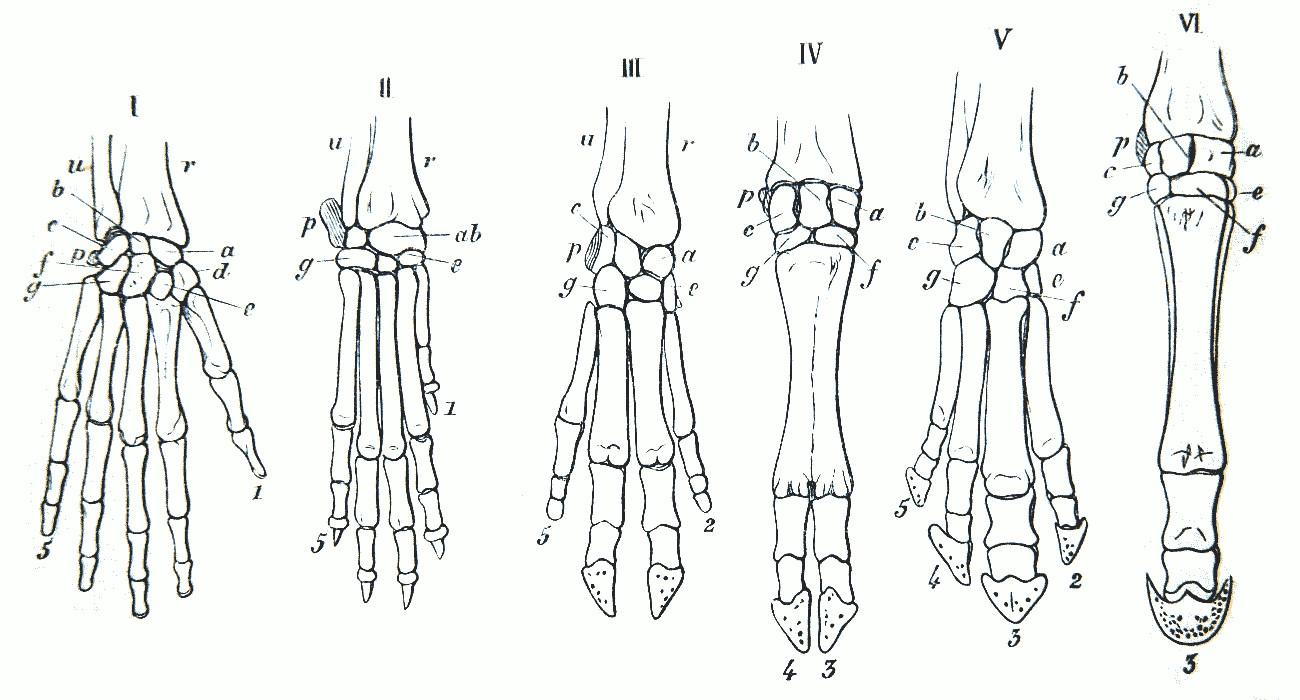
Aus: Grundzüge der vergleichenden Anatomie. 2. Auflage. 1870

Carl Gegenbaur war der Sohn des Justizbeamten Franz Joseph Gegenbaur (1792–1872) und dessen Ehefrau Elisabeth Karoline (1800–1866), geborene Roth (Carls Onkel, Joseph Roth, war ein 1807 in Miltenberg geborener und am 2. August 1868 in Würzburg gestorbener Landschafts- und Architekturmaler). Von seinen sieben Geschwistern starben vier sehr jung; sein um drei Jahre jüngerer Bruder wurde nur 25 Jahre und seine um 13 Jahre jüngere Schwester 38 Jahre alt. Zeitweise wuchs Gegenbaur in Arnstein auf, wo er mit dem Priester, Bibliothekar und späteren bayerischen Abgeordneten Anton Ruland, einem Freund der Familie, bekannt geworden ist.
1838 besuchte Gegenbaur die Lateinschule und von 1838 bis 1845 in Würzburg das Gymnasium. Schon zu seiner Schulzeit führte er Naturstudien in der Umgebung von Würzburg und bei Verwandten im Odenwald (Amorbach) durch. Er beschäftigte sich weiterführend mit Pflanzen, Tieren, Gesteinen, legte Sammlungen an, fertigte Zeichnungen und führte erste Tiersektionen durch.
Mit dem Wintersemester 1845/46 begann der 19-jährige Gegenbaur das Studium der Medizin und Naturwissenschaften an der Universität Würzburg. Das Studium begann, nach einem damals in Würzburg vorgeschriebenen, von Gegenbaur in drei statt in vier Semestern absolvierten Biennium philosophicum, das eine allgemeine Grundlage in Philosophie und Geschichte geben sollte. Er war Schüler unter anderem von Albert Kölliker (1817–1905), Rudolf Virchow (1821–1902), Heinrich Müller (1820–1864) und Franz von Leydig (1821–1908), die zu dieser Zeit in Würzburg wirkten.

„In demselben Jahre 1847 begann eine Erneuerung der medicinischen Facultät mit der Berufung von Albert Kölliker aus Zürich, durch welchen auch für mich eine wichtige Veränderung in der Richtung des Fortschrittes entstand. Kölliker war für Physiologie berufen, las aber auch vergleichende Anatomie, Histologie und Entwicklungsgeschichte. Ich war ein sehr eifriger Schüler, mit meinem Freunde Nicolaus Friedreich, welcher mir bereits von Weißenburg näher bekannt war. Die damaligen Zustände der Universität zeigten mit Ausnahme des Juliushospitals fast überall nur Anfänge. Für alles Neuere im Unterricht mussten die Locale erst beschafft werden, so für Chemie, für mikroskopische Untersuchungen u. a.m., überall Nothbehelf. Kölliker trug über vergleichende Anatomie in einem Raume vor, welcher der Thierarzneischule angehörte, am östlichen Ende der Stadt.“

Am 16. April 1851 wurde Gegenbaur zum Dr. med. promoviert – aufgrund seiner Inaugural-Dissertation über De limacis evolutione, einer Disputatio publico mit elf zur Verteidigung gestellten Thesen und einer Quaestio promovendi, einem Vortrag, den der Promovend außer der Thesenverteidigung zu halten hatte.

„Kölliker trat als Opponent auf, nicht bezüglich der Thesen, von denen manche sehr angreifbar waren, sondern gegen die Quaestio promovendi selbst. Das kurz vorher noch geforderte Lateinisch für die Promotion war eben in Würzburg abgeschafft worden, wie ich dafür halte mit Recht, denn die Wissenschaft verlangt Freiheit auch für die Darstellung, welche Freiheit in der Muttersprache sicherer erreicht wird.“

Nach seiner Promotion trat er noch im Jahre 1851 eine Studienreise von Nordbayern über Sachsen (Leipzig, Dresden) nach Berlin an. Hier galt sein Besuch primär dem Anatomen und Physiologen Johannes Müller als bedeutendstem Vertreter seiner Wissenschaft. Gegenbaur folgte dessen Anregung, sich mit der Meeresfauna um Helgoland durch eigene Anschauung vertraut zu machen.
Die als „Forschungsreise“ genommene Urlaubszeit reduzierte seine von 1850 bis 1852 währende Assistenzarztzeit am Juliusspital in Würzburg, die er, wie sein Freund Nicolaus Friedreich, an der dortigen Medizinischen Klinik des fast völlig erblindeten Carl Friedrich von Marcus absolvierte und wo er selbst Kurse über Auskultation und Perkussion gab sowie als den späteren Ordinarius Carl Gerhardt ärztlich behandelte, auf eineinhalb Jahre.

„Der Besuch der Klinik im Juliushospitale eröffnete mir einen bedeutungsvollen neuen Weg; Freund Friedreich war Assistenzarzt bei Hofrat Carl Friedrich von Marcus (1802–1862), dem Vorstand der inneren Klinik. Er forderte mich auf zur Nachfolge, da sehr bald eine ähnliche Stelle frei sein würde.“

„Ich ward dritter Assistenzarzt bei Hofrath Marcus und war nun im Bezuge einer kleinen Einnahme bei freier Station. Zunächst waren die Geisteskranken in den beiden Querbauten des Juliushospitals unter meiner Obhut, bei sehr traurigen Einrichtungen, die wohl schon lange nicht mehr existieren. Allmählich ward ich anderen Abtheilungen zugetheilt.“

Im Jahre 1852 konnte sich Gegenbaur den nach Süditalien und Sizilien (Messina) vorangereisten Albert Kölliker und Heinrich Müller anschließen und u. a. mit den Forschungen in vergleichender Anatomie, vor allem an Seetieren, beginnen. Sein Aufenthalt in Sizilien, aber vor allem seine Rückreise aus Italien nach Würzburg – er besuchte u. a. die Städte Palermo, Neapel, Rom, Florenz und Padua, die für ihn auch kulturell und historisch sehr interessiert waren – lag nun mehr als ein Jahr zurück.
Hier lag sein wissenschaftliches Interesse vornehmlich bei den wirbellosen Meerestieren, erst nach den 1850er-Jahren wandte er seine Aufmerksamkeit vornehmlich den Wirbeltieren zu.
Es folgte zum Semesterende 1853/1854 die Habilitation in Würzburg für Anatomie und Physiologie. Seine Habilitationsschrift hatte den Titel Zur Lehre vom Generationswechsel und der Fortpflanzung der Medusen und Polypen und diente gleichzeitig zur Erlangung der Venia docendi an der Universität Würzburg. Mit dem kommenden Sommersemester begann die Tätigkeit als Privatdozent für nur drei Semester. 1855 wurde er dann außerordentlicher Professor für Zoologie in Jena.
Vom Winter 1855 bis 1856 las er zunächst als Extraordinarius über die Zoologie. Nach dem Tod von Emil Huschke (1797–1858) war er von 1858 an zunächst Ordinarius für Anatomie und Zoologie, später erfolgte die Abtrennung der Zoologie und die Übergabe des Lehrstuhles an den Freund Ernst Haeckel, der ab 1862 als außerordentlicher Professor nach Jena berufen wurde. Er hatte sich ein Jahr zuvor in diesem Fach habilitiert. Er förderte intensiv den Ruf Ernst Haeckels nach Jena. Gegenbaur blieb ordentlicher Professor für Anatomie.
Zu Emil Huschke hatte Gegenbaur ein sehr gutes Verhältnis, so arbeitete er drei Jahre von 1855 bis 1858 als Extraordinarius unter Huschkes Ägide. Seine Vorlesungen umfassten Zoologie, vergleichende Anatomie, Allgemeine Anatomie inklusive der Histologie und der embryonalen Entwicklungsgeschichte; daneben hielt er mit seinen Studenten zootomische und histologische Übungen sowie mikroskopische Demonstrationen ab.
Gegenbaur war 1867 der Erste, der die zuinnerst gelegenen Zellen der Knochenhaut als Osteoblasten beschrieb.
Im Jahre 1873 erhielt er einen Ruf als ordentlicher Professor für Anatomie und vergleichende Anatomie nach Heidelberg, wo er die Nachfolge von Philipp Friedrich Arnold (1803–1890) antrat. Gegenbaur erweiterte die anatomische Sammlung um humane Präparate sowie zoologische Objekte wie Fische, Reptilien, Vögel und Säugetiere, um seine Lehrveranstaltungen effektiv und modern gestalten zu können. An diesen Objekten unterrichtete Gegenbauer neben der Anatomie auch die ihm am Herzen liegende »Entwicklungsgeschichte des menschlichen Körpers«.  In Heidelberg wurde er 1900 emeritiert.

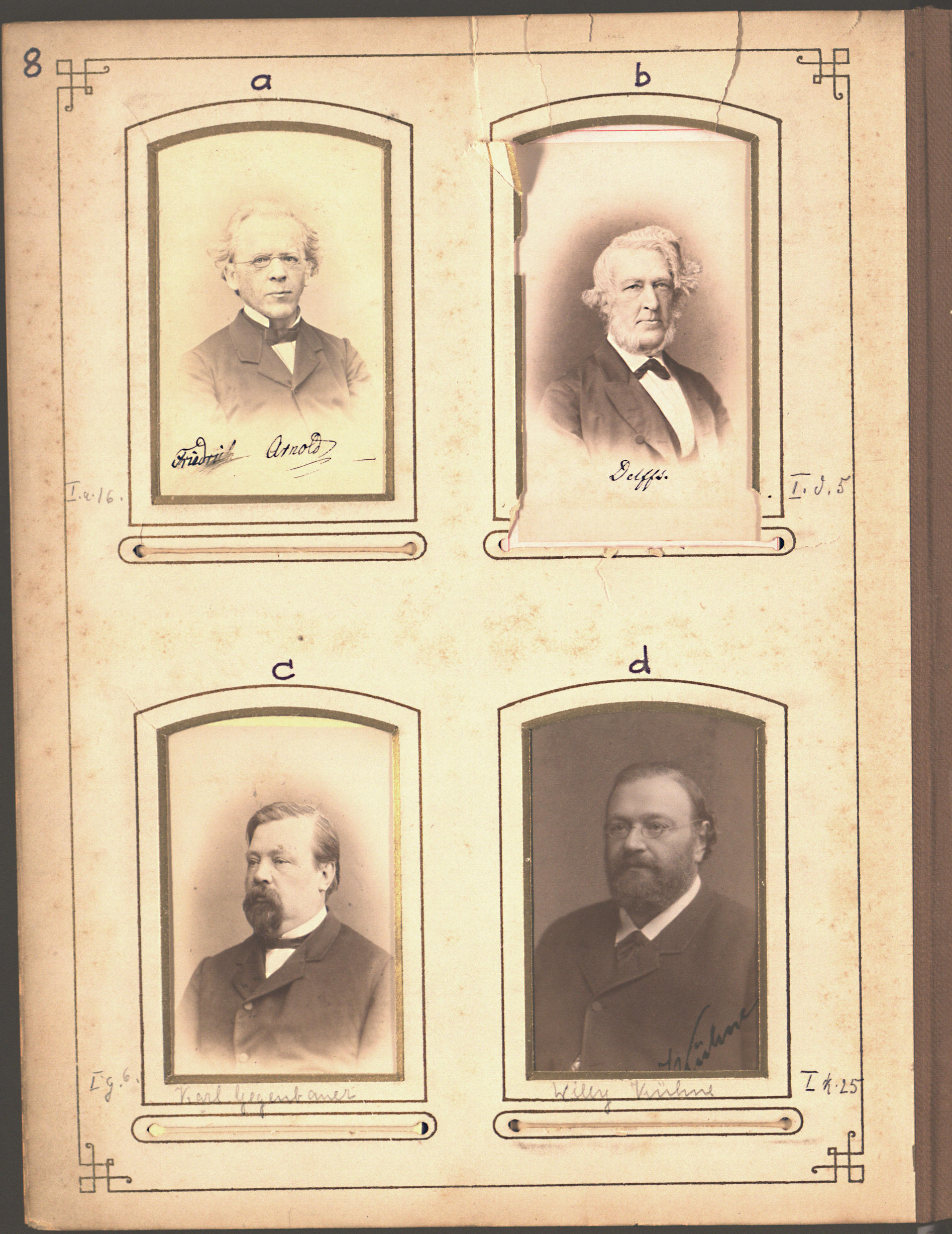
Der Lehrkörper Ruperto Carola zu Heidelberg im Jahre 500 ihres Bestehens (1886), a: Philipp Friedrich Arnold, b: Friedrich Wilhelm Hermann Delffs, c: Carl Gegenbaur, d: Friedrich Wilhelm Kühne

Gegenbaur hatte eine starke Ausstrahlung auf seine Umgebung; sehr auffallend ist sein „distanzierter“ Schreibstil. Zu seinen Kollegen zählten unter anderen Matthias Jacob Schleiden, Emil Huschke, Ernst Haeckel, Hermann Klaatsch (1863–1916), zu seinen Studenten (häufig gemeinsame Betreuung mit Haeckel) Max Fürbringer, Richard Hertwig, Oscar Hertwig, Emil Rosenberg (1842–1925),
Ambrosius Arnold Willem Hubrecht, Johan Erik Vesti Boas (1855–1935), Hans Friedrich Gadow, Max Sagemehl, Nikolaus Goronowitsch, Hanson Kelly Corning (1861–1951), Carl Röse und Simon Paulli.
Gegenbaur war, getraut durch Anton Ruland, seit dem 19. März 1863 in erster Ehe mit Anna Margaretha Emma Dürig, geb. Streng verheiratet. Am 21. Juli 1864 wurde ihre gemeinsame Tochter Emmy in Jena geboren, welche später Otto Nieland heiratete. Am 1. August 1864 (gemäß einem in Jena verfassten Brief Carl Gegenbaurs an Anton Ruland) starb Carl Gegenbaurs Frau Emma um 17:30 Uhr am Kindbettfieber. In zweiter Ehe heiratete er im Jahre 1869 Ida Arnold (* 14. Mai 1831 in Heidelberg), die Tochter seines Vorgängers an der Universität in Heidelberg, Friedrich Arnold, und hatte mit ihr drei Kinder. Seine zweite Tochter Elisabeth Gegenbaur (1871–1947) war eine bekannte Aquarellmalerin, die u. a. in Hohenschäftlarn, Buchen (Odenwald) und Bühl bei Günzburg arbeitete.

## Ehrungen
Gegenbaur war Mitglied mehrerer wissenschaftlicher Akademien. Er wurde im September 1857 mit dem Beinamen „Camper III.“ in die Leopoldina aufgenommen; 1901 erhielt er deren Cothenius-Medaille. 1891 wurde er zum auswärtigen Mitglied der Göttinger Akademie der Wissenschaften und der National Academy of Sciences gewählt, 1896 in die American Academy of Arts and Sciences.
Nach seinem Tod wurde „dem Anatomen Karl Gegenbaur“ in Heidelberg ein Denkmal gesetzt, das seine Büste auf einem einfachen Sockel zeigt. Sie wurde in einem Festakt am 12. Mai 1906 im Anatomischen Institut der Universität Heidelberg enthüllt. Die Büste schuf Carl Seffner.
In Würzburg und in Heidelberg sind Straßen nach Gegenbaur benannt.

## Wissenschaftliche Leistung
Carl Gegenbaur war ein starker Befürworter von Charles Darwins (1809–1882) Evolutionstheorie (Deszendenztheorie). Er gründete eine vergleichend-morphologische Schule, die sich bis weit in das 20. Jahrhundert hinein verfolgen lässt. Seine Ideen sind selbst in der heutigen Debatte der evolutionären Entwicklungsbiologie noch immanent.
Er ist Gründer des „Morphologischen Jahrbuches“ und Autor des Lehrbuches „Vergleichende Anatomie der Wirbelthiere mit Berücksichtigung der Wirbellosen“ (ab 1898).
Gegenbaur ist eine wichtige Persönlichkeit in der vergleichenden Anatomie. In der vergleichenden Anatomie werden die Körpermerkmale der verschiedenen Spezies bzw. Taxa auf ihre Gemeinsamkeiten untersucht. Je ähnlicher sich die Arten sind, umso näher ist ihre Verwandtschaft zueinander.
Wichtig ist dabei der Begriff der Homologie: In der biologischen Systematik und der vergleichenden Anatomie versteht man darunter die grundsätzliche Übereinstimmung von Organen, Organsystemen, Körperstrukturen, aber auch physiologischen Prozessen zweier Taxa. Sie bestimmt den Grad ihres gemeinsamen evolutionären Ursprungs und ihrer gemeinsamen phylogenetischen „Vorfahren“.
Gegenbaur unterschied die allgemeine von der speziellen Homologie.

„Allgemeine Homologie, wenn ein Organ auf eine Kategorie von Organen bezogen wird, oder wenn ein damit verglichenes Einzelorgan nur als Repräsentant einer solchen Kategorie zu gelten hat. Die Kategorieen werden dann immer aus mehrfach im Körper vorhanden Organen oder Theilen bestehen. Wenn wir die Körpersegmente eines Gliederthieres, die Wirbel, die Gliedmassen eines Thieres etc.unter einander vergleichen, begründen wir allgemeine Homologieen. Diese lösen sich wieder in Unterabtheilungen auf, nach Art der Organkategorie, die bei der Vergleichung diente.“

„Specielle Homologie. Homologie im engeren Sinne. Wir bezeichnen damit das Verhältnis zwischen zwei Organen gleicher Abstammung, die somit aus der gleichen Anlage hervorgegangen sind.“

## Das „Kopf-Problem“
Unter seinen zahlreichen Spezialarbeiten sind diejenigen über die vergleichende Anatomie der Wirbeltiere am wichtigsten, und hier insbesondere seine Theorie über die Schädel- und Gliedmaßenentwicklung. Carl Gegenbaur entwickelte die Goethe-Okensche „Wirbeltheorie des Schädels“ zur „Segmenttheorie des Wirbeltierkopfes“ weiter und stellte eine Theorie zur Herkunft der Tetrapodenextremitäten auf (er leitet sie – zu Unrecht – vom Kiemenbogen ab).

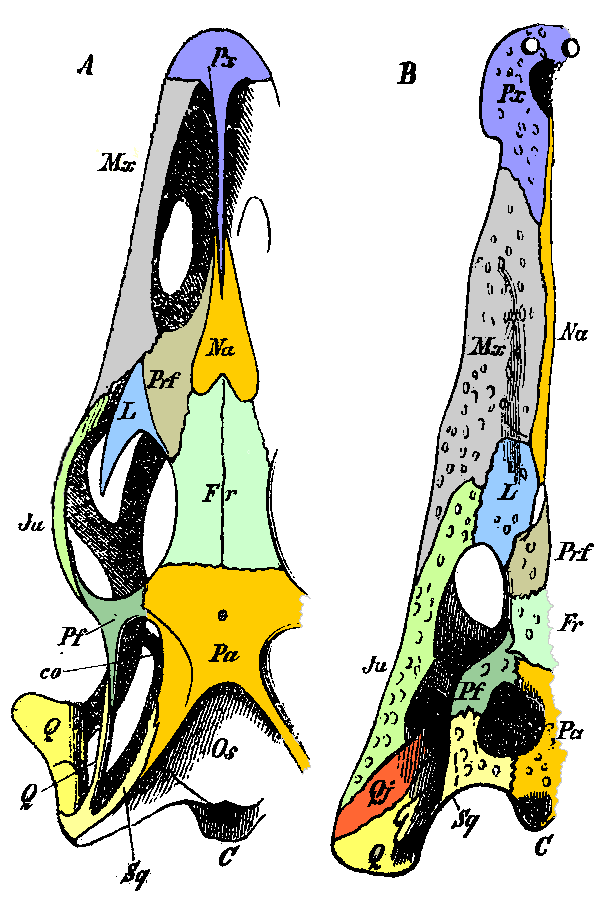
Darstellung zweier Schädel im Vergleich. Der Schädel eines Warans und eines Krokodils; homologe Strukturen sind in gleicher Farbe

Gegenbaur sah den Kopf als eine Fortsetzung des segmentierten (oder metameren) Stammes. Seiner Ansicht nach waren die Skelettelemente des Kiemenbogens Reihenhomologa (serielle Homologien) mit den Rippen, also die Hirnnerven (Branchiomerie) homolog mit den Spinalnerven. Dieser vertebrale – der Wirbelsäule entstammende – Teil sollte nur den unteren (occipitalen) Abschnitt des Schädels bilden. Der praevertebrale Anteil, der als Schutzkapsel die höheren Nervenstrukturen umgab, sollte ein primär ungegliederter (nicht segmentaler) Abschnitt sein. Die Grenze dieser beiden Schädelabschnitte legte Gegenbaur dicht unterhalb des Foramen opticums. Er wählte Haie als seine wichtigsten Modelltiere, und viele seiner allgemeinen Aussagen basieren auf seinen vergleichenden Studien über die Knorpelfische, etwa der Selachier.

## Verhältnis Carl Gegenbaur und Ernst Haeckel
Ernst Haeckel nahm zunächst sein Medizinstudium 1852 in Berlin auf und wechselte im selben Jahre nach Würzburg. Ende des Wintersemesters 1855/56 wurde er Assistenzarzt am pathologisch-anatomischen Institut unter Rudolf Virchow (1821–1902). Letzterer verließ bald Würzburg, um einem Ruf nach Berlin zu folgen. Ernst Haeckel setzte seine Tätigkeit und Dissertation bei Albert von Kölliker fort. In dieser Zeit lernte er Carl Gegenbaur kennen. Beide verband eine fast lebenslange Freundschaft, die lediglich im Jahre 1900 durch die Popularisierung der Haeckelschen Die Welträthsel empfindlich gestört wurde.

## Nach Gegenbaur benannte Taxa
- Atelocystis gegenbauri Haeckel, 1896
- Dolioletta gegenbauri Uljanin, 1884
- Eutima gegenbauri Haeckel, 1864
- Thliptodon gegenbauri Boas, 1886
- Leptocephalus gegenbauri Kaup, 1856
- Leucosolenia gegenbauri Haeckel, 1870

## Ausgewählte Arbeiten
- Untersuchungen zur vergleichenden Anatomie der Wirbelsäule bei Amphibien und Reptilien. Leipzig 1862. (Digitalisat)
- Über die Bildung des Knochengewebes. In: Jenaische Zeitschrift für Medicin und Naturwissenschaft. Band 1, 1847, S. 343–369 und Tafel VIII, und Band 3, 1867, S. 206–245 mit Tafeln III und IV.
- Ueber das Skelet der Gliedmaassen der Wirbelthiere im Allgemeinen und der Hintergliedmaassen der Selachier insbesondere. In: Jenaische Zeitschrift für Medicin und Naturwissenschaft. Band 5, 1870, S. 397–447.
- Ueber die Kopfnerven von Hexanchus und ihr Verhältnis zur „Wirbeltheorie“ des Schädels. In: Jenaische Zeitschrift für Medicin und Naturwissenschaft. Band 6, 1871, S. 497–559.
- Untersuchungen zur vergleichenden Anatomie der Wirbeltiere. 3. Heft: Das Kopfskelet der Selachier, als Grundlage zur Beurtheilung der Genese des Kopfskeletes der Wirbelthiere. Verlag von Wilhelm Engelmann, Leipzig 1872.
- Über das Archipterygium. In: Jenaische Z. Med. Naturwiss. 7, 1872, S. 131–141.
- Die Stellung und Bedeutung der Morphologie. In: Morphologisches Jahrbuch. Eine Zeitschrift für Anatomie und Entwickelungsgeschichte. 1. Band, 1876, S. 1–19.
- Grundriss der vergleichenden Anatomie. Engelmann, Leipzig 1874. 2. Ausgabe ebenda 1878. (Digitalisat)
- Lehrbuch der Anatomie des Menschen. Engelmann, Leipzig 1883. (Digitalisat Band 1), (Band 2)
- Die Metamerie des Kopfes und die Wirbeltheorie des Kopfskeletes, im Lichte der neueren Untersuchungen betrachtet und geprüft. In: Morphologisches Jahrbuch 13. Band, 1888, S. 1–114.
- Ontogenie und Anatomie, in ihren Wechselbeziehungen betrachtet. In: Morphologisches Jahrbuch 15. Band, 1889, S. 1–9.
- Vergleichende Anatomie der Wirbelthiere mit Berücksichtigung  der Wirbellosen. 2 Bände. Engelmann, Leipzig 1898–1901. Band 1 (biodiversitylibrary.org), Band 2 (biodiversitylibrary.org)
- Erlebtes und Erstrebtes. Engelmann, Leipzig 1901. (Autobiografie). (Textarchiv – Internet Archive})